# Симджуриды
Симджуриды (перс. سیمجوریان‎) — мусульманская династия тюркского происхождения, вассалы Саманидов, управлявшие Хорасаном и Кухистаном.
Родоначальник династии был Симджур ад-Давати. Их возвышение связано с именем Исмаила Самани (892—907), который выделил им земли в Кухистане, и они имели влиятельное положение при дворе Саманидов. После полувека верной службы в качестве военачальников, администраторов и губернаторов провинций Симджуриды были назначены военными губернаторами (сипахсалар) Хорасана. Они правили там большую часть пятидесяти лет, становясь все более независимыми от контроля со стороны Бухары.
Представители тюркской династии Симджуридов также выпускали свои монеты.
Махмуд Газневи смог разбить Симджуридов и казнил последнего их представителя в 1002 году.

## Даты правления
- 913—914 (300—301 г. х.) Симджур ад-Давати, правил от имени Саманидов в Систане (ум. между 930 и 936)
- 922—926 (310—314 г. х.) Ибрахим ибн Симджур[англ.], губернатор Хорасана
- 945—946 (333—334 г. х.) Ибрахим ибн Симджур (вторично) (ум. в 948)
- 956—960 (345—349 г. х.) Мухаммад I ибн Ибрахим[перс.], губернатор Хорасана
- 961—982 (350—371 г. х.) Мухаммад I ибн Ибрахим (вторично) (ум. в 989)
- 984—987 (374—377 г. х.) Мухаммад II ибн Мухаммад I[перс.], Абу Али аль-Музаффар ’Имад ад-Даула, Амир аль-Умара’, аль-Му’аййад мин ас-Сама’; правитель Хорасана
- 995 — (385 г. х. —) Мухаммад II (вторично) (ум. в 997)
- ? ’Али ибн Мухаммад I, Абу-ль-Касим, военачальник в Хорасане до 1002 года.